# Parijs-Brest-Parijs

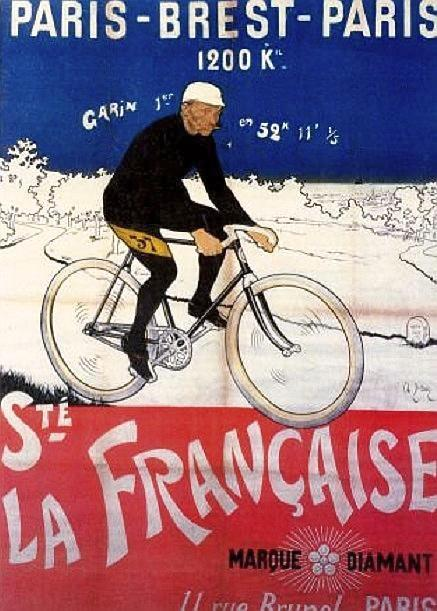
Affiche met Parijs-Brest-Parijs-winnaar Maurice Garin voor "La Française"

Parijs-Brest-Parijs was een buitengewoon lange wielerwedstrijd (bijna 1200 km), oorspronkelijk voor professionals.
In 1891 werd de eerste wedstrijd georganiseerd door het sportblad Le Petit Journal. De eerste winnaar was Charles Terront, die bijna drie dagen over de race deed. Nog 106 andere van de 209 deelnemers haalden de eindstreep, de laatste met een achterstand van zeven dagen. Daarna vond ze eens in de tien jaar plaats, waarbij de editie van 1941 wegens de Tweede Wereldoorlog in 1948 werd gereden. De wedstrijd voor professionals werd tot en met 1951 georganiseerd. In 1956 en 1961 stond de proftocht wel op het programma, maar werd bij gebrek aan belangstelling afgelast. Vanaf 1931 werd de wedstrijd ook voor amateurs georganiseerd.
Vanaf 1951 werd het een vijfjaarlijkse en vanaf 1971 een vierjaarlijkse tocht voor liefhebbers van het langeafstandsfietsen. Aan de tocht van ruim 1200 kilometer mag elk door menskracht aangedreven voertuig deelnemen, dus rijden er ook ligfietsen, roeifietsen en steps mee.

## Edities en winnaars

### Professionals
| Jaar | Renner           | tijd       |
| ---- | ---------------- | ---------- |
| 1891 | Charles Terront  | 71u 16'    |
| 1901 | Maurice Garin    | 52u 11'    |
| 1911 | Émile Georget    | 50u 13' 24 |
| 1921 | Louis Mottiat    | 55u 07' 08 |
| 1931 | Hubert Opperman  | 49u 23' 30 |
| 1948 | Albert Hendrickx | 41u 36' 42 |
| 1951 | Maurice Diot     | 38u 55' 45 |

### Amateurs
| Jaar | Renner                                 | tijd    |
| ---- | -------------------------------------- | ------- |
| 1931 | Alexis Cottard                         | 68u 30' |
| 1948 | Jo Routens                             | 49u 20' |
| 1951 | Jo Routens                             | 47u 54' |
| 1956 | Jo Routens                             | 50u 29' |
| 1961 | Jean Fouace                            | 46u 18' |
| 1966 | Robert Demilly                         | 44u 21' |
| 1971 | Herman De Munck                        | 45u 39' |
| 1975 | Yves Cohen                             | 43u 27' |
| 1979 | Pierre Baleydier                       | 44u 01' |
| 1983 | Herman De Munck                        | 43u 24' |
| 1987 | Herman De Munck                        | 44u 05' |
| 1991 | Herman De Munck                        | 43u 42' |
| 1995 | Herman De Munck                        | 43u 20' |
| 1999 | Philippe Deplaix en Christophe Bocquet | 44u 22' |
| 2003 | Marc Leuckx en 5 Fransen               | 42u 40' |
| 2007 | Michel Mingant                         | 44u 33' |
| 2011 | Christophe Bocquet                     | 44u 13' |
| 2015 | Björn Lenhard                          | 42u 26' |
| 2019 | Hajo Eckstein                          | 43u 49' |